# 다테 무라카게
다테 무라카게(일본어: 伊達村景, 1690년 ~ 1753년)는 에도 시대 다테 가문의 일족으로, 미즈사와 다테 가문의 6대 당주이다. 어릴적 이름은 요시노스케(吉之助)
이다.
다테 무라모토(伊達村元)의 둘째 아들로 태어났다. 1695년에 센다이번의 3대 번주 다테 쓰나무네의 양자가 되었고, 다시 다테 무라토의 양자가 되었다. 그해 음력 7월, 양부 무라토가 다이묘로 인정받고 이름을 무라요리로 고친 다음 미즈사와번주가 되면서, 포기한 미즈사와 영지와 미즈사와 다테 가문의 가독을 무라카게가 물려받았다. 미즈사와 다테 가문은 이때 종가에서 방계로 가독이 전해진 탓에 영지가 감봉되었고 1만 6천 석이 되었다. 무라요리가 미즈사와 번주가 된 후 나카쓰야마로 근거지를 옮기며 가독을 무라카게에게 주었기 때문에, 이를 놓고 무라카게의 계통이 미즈사와 번을 이었는가 아닌가에 대한 논쟁이 있다. 그런 이유로 미즈사와 다테 가문을 '미즈사와 번'이라고 부르는 경우도 있다.